# Stefan Studt

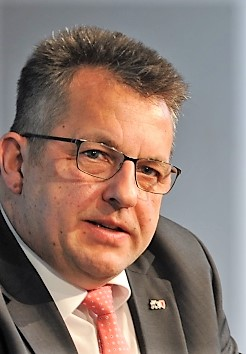
Stefan Studt, SPD

Stefan Studt (* 22. August 1961 in Bad Segeberg (2015)) war vom 1. September 2018 bis September 2023 Vorsitzender der Geschäftsführung der Bundesgesellschaft für Endlagerung mbH in Peine. Vom 26. September 2014 bis zum 28. Juni 2017 war der deutsche Politiker (SPD) und Jurist Minister für Inneres und Bundesangelegenheiten (incl. Integration, Wohnungs- und Städtebau, Sport) des Landes Schleswig-Holstein im Kabinett Albig. In dieser Zeit war er Vorsitzender des Innenausschusses des Bundesrates sowie zuletzt Mitglied im Vermittlungsausschuss zwischen Bundestag und Bundesrat.
In der Zwischenzeit war Stefan Studt 2018 als  Rechtsanwalt in Schleswig-Holstein zugelassen und CEO einer Beratungsfirma in Potsdam.

## Leben und Beruf
Studt legte sein Abitur in Norderstedt ab und diente danach zwei Jahre bei der Bundeswehr in Plön. Er studierte Rechtswissenschaften an der Christian-Albrechts-Universität in Kiel, das Referendariat absolvierte er in Bremen. Kurzzeitig arbeitete er in der niedersächsischen Kommunalverwaltung. 1993 wechselte er in die schleswig-holsteinische Steuerverwaltung, wo er zunächst als Sachgebietsleiter in den Finanzämtern Segeberg und Flensburg tätig war. Ab 1996 wurde er – als Nachfolger von Torsten Albig – Referent für Finanzen und Steuern in der schleswig-holsteinischen Landesvertretung in Bonn. Ab 1998 leitete er das Koordinierungsreferat im schleswig-holsteinischen Ministerium für Finanzen und Energie. 2004 wurde er Referatsleiter für die steuerlichen Außendienste und stellvertretender Leiter der Steuerabteilung im Finanzministerium, 2009 Steuerabteilungsleiter.
Mit der Bildung des Kabinetts Albig wurde Studt 2012 Staatssekretär und Chef der Staatskanzlei sowie gleichzeitig Bevollmächtigter des Landes Schleswig-Holstein beim Bund. Nach dem Rücktritt Andreas Breitners als Innenminister trat Studt am 26. September 2014 dessen Nachfolge an.
Im Oktober 2017 wurde Studt in den Ruhestand versetzt.
Seit 2019 ist Studt in den Beirat des Deutschen Feuerwehrverbandes berufen.
Studt ist verheiratet und hat vier erwachsene Kinder. Seine Großeltern Erika Wolf und Wilhelm Wolf sind Mitbegründer der CDU Brandenburg, deren erster Vorsitzender Wilhelm Wolf war.

## Politik
Im Jahr 2008 wurde Studt als Parteiloser in der Gruppe „SPD & Verstärkung“ in den Gemeinderat von Rickert gewählt, aus dem er 2012 wegen seiner Ernennung zum Chef der Staatskanzlei wieder ausschied. Von Mai 2018 bis Dezember 2019 war er kommunalpolitisch wieder im Gemeinderat seines Wohnortes aktiv. Er ist stellvertretender Vorsitzender des SPD-Ortsvereins Rickert.

## Ehrungen
- Deutsches Feuerwehr-Ehrenkreuz in Silber[7]